# The Addict
The Addict is een nummer van de Nederlandse zanger Bo Saris uit 2013. Het is de eerste single van zijn gelijknamige EP.
Nadat Boris Titulaer in 2004 Idols won en een aantal bescheiden hitjes had gescoord, raakte hij een beetje in de vergetelheid. Met "The Addict" maakte Titulaer onder zijn nieuwe artiestennaam Bo Saris een comeback met een nieuw geluid. In de tekst stelt de zanger verslaving aan de kaak. "Volgens mij heeft iedereen wel één of andere verslaving. Een paar vrienden van mij worstelden met hun verslaving, dat had zo zijn weerslag op mij en ik besloot er een nummer over te schrijven", aldus Bo Saris. Het nummer werd een bescheiden hit in Nederland; het werd 3FM Megahit en bereikte de 24e positie in de Nederlandse Top 40. In Vlaanderen kwam de plaat tot de 43e positie in de Tipparade.

## Tracklijst
Muziekdownload
1. "The Addict" - 3:45